# Đuro Kurepa
Đuro Kurepa (srbsko Ђуро Курепа), srbski matematik, * 16. avgust 1907, Majske Poljane, Kraljevina Hrvaška in Slavonija, Avstro-Ogrska (sedaj Hrvaška) † 2. november 1993, Beograd, Srbija, ZR Jugoslavija (sedaj Srbija).
Kurepa je objavil več kot 700 člankov, knjig, referatov in recenzij ter več kot 1000 znanstvenih ocen. Predaval je na univerzah po vsej Evropi, pa tudi na univerzah v Kanadi, na Kubi, v Iraku, Izraelu in ZDA. Navajali so njegovo izjavo: »Predaval sem na skoraj vseh [od] devetnajstih univerz [nekdanje] Jugoslavije...« Najbolj je znan po svojem delu iz teorije množic, splošne topologije, matematične logike, algebre (teorija matrik), teorije števil in osnov matematike.

## Življenje

### Zgodnje življenje
Rodil se je kot Đurađ Kurepa v Majskih Poljanah v srbski družini. V angleščini je bilo njegovo ime transliterirano kot Djuro Kurepa, v francoščini pa se pogosto zapisuje kot Georges Kurepa. Bil je najmlajši od štirinajstih otrok Radeta in Anđelije Kurepa, rojene Mraković. Sin brata Milana je bil matematik Svetozar Kurepa (1929–2010). Sin brata Vasilija je bil atomski fizik Milan Kurepa (1933–2000).
Šolanje je začel v Majskih Poljanah, nadaljeval v Glini, maturiral pa v Križevcih. Leta 1931 je diplomiral iz teoretične matematike in fizike na Filozofski fakulteti Univerze v Zagrebu in istega leta začel delati kot asistent pri študiju matematike. Nato odšel na Francoski kolegij (Collège de France) in Univerzo v Parizu, kjer je leta 1935 doktoriral z disertacijo Urejene in razvejane množice (Ensembles ordonnés et ramifiés) pod mentorstvom Mauricea Renéja Frécheta. V komisiji za pregled disertacije sta bila poleg Frécheta kot mentorja še Paul Montel  kot predsednik in Arnaud Denjoy. Kurepova disertacija je še sedaj vir zamisli in navdiha.

### Kariera
Kurepa je nadaljeval s podoktorskim izobraževanjem na Univerzi v Varšavi in Univerzi v Parizu. Leta 1937 je postal docent na zagrebški univerzi, naslednje leto izredni profesor, leta 1948 pa prevzel mesto rednega profesorja. Po koncu 2. svetovne vojne in nastanku SFRJ je potoval na pet univerz v ZDA: Univerzo Harvard v Cambridgeu, Massachusetts, Univerzo Chicago v Chicagu, Illinois, podružnico Univerze Kalifornije v Berkeleyju in podružnico v Los Angelesu, Kalifornija, Inštitut za napredni študij v Princetonu, New Jersey in Univerzo Columbia v New Yorku, New York.
Leta 1954 in 1958 je bil plenarni govornik Mednarodnega kongresa matematikov (ICM).
Leta 1965 se je Kurepa preselil na tedanjo Naravoslovno-matematično fakulteto beograjske univerze, kjer se je osredotočil na matematična področja logike in teorije množic. Bil je član več organizacij, med drugim od 15. decembra 1988 redni član Srbske akademije znanosti in umetnosti, Akademije znanosti Bosne in Hercegovine in dopisni član Jugoslovanske akademije znanosti in umetnosti. Bil je tudi ustanovitelj in predsednik Društva matematikov in fizikov Hrvaške, ustanovitelj in glavni urednik revije Mathematica Balkanica ter predsednik Jugoslovanskega nacionalnega komiteja za matematiko, Balkanskega matematičnega društva in Zveze jugoslovanskih društev matematikov, fizikov in astronomov. Leta 1976 je prejel nagrado AVNOJ, leta 1977 pa se je upokojil na beograjski univerzi.
Svoja znanstvena dela je objavljal v najodmevnejših evropskih in svetovnih znanstvenih revijah, med drugim: Mathematische Annalen, Izvestija Akademii nauk SSSR, Fundamenta Mathematicae, Acta Mathematica, Comptes rendus de l'Académie des Sciences, Bulletin de la Société Mathématique de France, Zeitschrift für mathematische Logik und Grundlagen der Mathematik, Journal of Symbolic Logic, Pacific Journal of Mathematics.

### Smrt in zapuščina
1. novembra 1993 so Kurepo oropali in pretepli, potem ko je na banki dvignil svojo pokojnino. Nato so ga skrili pred očmi pod stopnicami. Poškodbam je podlegel 2. novembra 1993 na beograjskem urgentnem centru. Pokopan je v Aleji zaslužnih meščanov na beograjskem Novem pokopališču.
Kurepa je vplival na teorijo množic na več načinov, vključno s tem, da je svoje ime posodil drevesu Kurepa. Kot pravi Kajetan Šeper, Kurepin kolega z zagrebške univerze:
Profesor Kurepa ni bil samo poklicni matematik in učitelj, ampak je bil tudi znanstvenik, filozof in humanist v pravem pomenu teh besed. Bil je ustanovitelj in začetnik matematične logike in osnov matematike na Hrvaškem ter sodobnih matematičnih teorij na Hrvaškem in v Jugoslaviji. Na splošno je bil katalizator, pobudnik in nosilec matematične znanosti.
Glede na Projekt Matematična genealogija je bil Kurepa mentor 27 študentov, med njimi Vladimirja Devidéja, analitičnega teoretika števil Aleksandra Ivića, teoretika množic Steva Todorčevića in topologa Ljubišo Kočinca.

## Znanstveno delo
V topologiji se je ukvarjal z nekaterimi posplošitvami razdaljnih funkcij. V tem kontekstu je pojem Kurepovih psevdometričnih prostorov. Na njegovo delo je vplivalo Fréchetovo delo. Kurepa je razdelal nov pristop pojmu prostora. Definiral je pojem psevdorazdaljnega prostora in pri tem posplošil Fréchetov razred. V tem pristopu so vrednosti razdaljne funkcije v obsegu popolnoma urejene množice namesto množice pozitivnih realnih števil, trikotniški pogoj za razdaljno funkcijo pa zamenja relacija v urejenih množicah. Kasneje je Fréchet prišel do enakega pojma, od tedaj pa je ta razred abstraktnih prostorov znan kot Kurepa-Fréchetovi prostori.
Drevesa v teoriji množic, delno urejene množice, v katerih je vsak spodnji stožec dobro urejena množica, se lahko obravnavajo kot naravna posplošitev ordinalnih števil. So posebna vrsta razvejanih množic, ki jih je Kurepa uvedel v svoji disertaciji. Vpeljal je osnovne pojme teorije neskončnih dreves: Aronszajnovo drevo, Suslinovo drevo in Kurepovo drevo. V Aronszajnovem in Suslinovem drevesu je našel dva ekstremna pojma in dokazal več zanimivih značilnosti teh objektov. Popolna rešitev problema o obstoju teh dreves se je pojavila v 1970-ih, ko je nova metoda Cohenovega vsiljevanja postala standard in glavno orodje v teoriji množic.
V teorijo števil je uvedel aritmetično funkcijo – operacijo leve fakultete kot vsoto fakultet prvih {\displaystyle n-1\!\,} nenegativnih celih števil:
{\displaystyle !n=\sum _{k=0}^{n-1}k!=0!+1!+2!+\ldots +(n-1)!\qquad (!0=0,n\in \mathbb {N} )\!\,,}
Leta 1971 je postavil domnevo v treh enakovrednih oblikah {\displaystyle H_{1}\!\,}, {\displaystyle H_{2}\!\,} in {\displaystyle H_{3}\!\,}:
- {\displaystyle H_{1}\!\,}: M-domneva: največji skupni delitelj {\displaystyle !n\!\,} in {\displaystyle n!\!\,} je enak 2 za vse {\displaystyle n>1\!\,},
- {\displaystyle H_{2}\!\,}: fakultetna nekongruentnost:

{\displaystyle !n\not \equiv 0(\operatorname {mod} n)\qquad (2<n\in \mathbb {N} )\!\,,}
{\displaystyle !p\not \equiv 0(\operatorname {mod} p)\qquad ({\text{za liho praštevilo}}\ p)\!\,,}
za vsako liho praštevilo {\displaystyle p\!\,} vsota {\textstyle \kappa _{p}=\sum _{n=0}^{p-1}n!\!\,} ni deljiva s {\displaystyle p\!\,}.
- {\displaystyle H_{3}\!\,}: deliteljska domneva: za {\displaystyle 1<n\in \mathbb {N} \!\,} je vsak delitelj {\displaystyle !n\!\,} enak 2 ali {\displaystyle \geq n\!\,}.

Za domnevo ni našel dokazov. Domneva velja za {\displaystyle p<2^{40}\!\,}, drugače je še nerešeni problem. Leta 2004 sta Daniel Barsky in Bénali Benzaghou objavila nepravilni dokaz v povezavi z Bellovimi števili.

## Priznanja

### Nagrade
- plenarni govornik na ICM, 1954, 1958
- nagrada AVNOJ, 1976[13]
- listina Bernard Bolzano, Praga, 1981[13]
- red dela z rdečo zastavo, 1965[13]
- red zaslug za ljudstvo z zlato zvezdo, 1979[13]

## Izbrana bibliografija
Knjige
- ——— (1935a). Ensembles ordonnés et ramifiés [Urejene in razvejane množice] (doktorska disertacija). Pariz: Univerza v Parizu.
- ——— (1951), Teorija skupova, Zagreb: Školska knjiga, COBISS 30899457
- ——— (1953), O refleksivnim simetričnim relacijama i grafovima, Ljubljana: Slovenska akademija znanosti in umetnosti, COBISS 11756037
- ——— (1953), Poopćenje Suslinove operacije, operacije Aleksandrova i De Morganova obrasca, Zagreb: Jugoslavenska akademija znanosti i umjetnosti, COBISS 38318095
- Đoković, Dragomir; ——— (1958), On the summation of fundamental fractions [O seštevanju osnovnih ulomkov], COBISS 8052231
- ——— (1958), On two problems concerning ordered sets [O dveh problemih glede urejenih množic], Zagreb, COBISS 12718343
- ——— (1960),  Brečević, Josip (ur.), Ško su skupovi i kakva im je uloga : priručnik za učenike srednjih škola, Zagreb: Školska knjiga, COBISS 3502600
- ——— (1967), Plemelj Josip : 11. 12. 1873, Bled - 22. 5. 1967, Ljubljana, Beograd: Matematički institut, COBISS 11748441
- ——— (1969), Viša algebra – knjiga prva, Beograd: Zavod za izdavanje udžbenika SR Srbije, COBISS 7053317
- ——— (1969), Viša algebra – knjiga druga, Beograd, COBISS 4687104
- ——— (1996–2012), Selected Papers of Đuro Kurepa, Beograd

Znanstvena dela
- ——— (1935b), »Ensembles ordonnés et ramifiés«, Publications Mathématiques de l’Université de Belgrade, 4: 1–138, JFM 61.0980.01, Zbl 0014.39401
- ——— (1948), Sur les ensembles ordonnes denombrables [O števnih urejenih množicah], Zagreb
- ——— (1953), O realnim funkcijama u obitelji skupova racionalnih brojeva, Zagreb
- ——— (1963), On universal ramified sets [O univerzalnih razvejanih množicah], Zagreb
- ——— (1964), Monotone mappings between some kinds of ordered sets [Monotone preslikave med nekaterimi vrstami urejenih množic], Zagreb
- ——— (1971), »On the left factorial function !n« [O funkciji leve fakultete !n], Mathematica Balkanica, 1: 147–153, MR 0286736, Zbl 0224.10009
- ——— (1989), »Order preserving or increasing mappings freedom or incomparability preserving mappings« [Red, ki ohranja ali povečuje svobodo preslikav, ali preslikave, ki ohranjajo neprimerljivost], Publications de l'Institut Mathématique, 45: 17–26), COBISS 10938882, ISSN 0350-1302
- ——— (1990), »Matematika i alfabet«, Glas, Beograd: Srbska akademija znanosti in umetnosti (31): 45–62, COBISS 20946690, ISSN 0374-7956
- ——— (2012), Publikovani naučni radovi Đura Kurepe 1961 - 1976, Beograd